# Batalha de Long Island
A Batalha de Long Island, também conhecida como a Batalha do Brooklyn, foi travada em 27 de agosto de 1776, sendo a primeira grande batalha na Guerra Revolucionária Americana, na sequência da Declaração de Independência dos Estados Unidos, a maior batalha de todo o conflito e a primeira batalha em que o exército dos Estados Unidos se envolveu, tendo declarado-se uma nação única no mês anterior ao conflito.
Depois de derrotar os britânicos no Cerco de Boston em 17 de março de 1776, o general George Washington, comandante-em-chefe, levou o Exército Continental para defender a cidade de Nova York, então limitada ao extremo sul da ilha de Manhattan. Lá, Washington estabeleceu defesas e esperou a chegada dos britânicos para atacar. Em julho, o exército britânico, sob o comando do general William Howe, desembarcou a poucos quilômetros através do porto de Staten Island, onde foram lentamente reforçados por navios na baixa baía de Nova York durante o próximo mês e meio, trazendo sua força total para 32 mil os homens. Com a frota britânica controlando a entrada para o porto de Nova York, Washington sabia da dificuldade em manter a cidade. Acreditando que Manhattan seria o primeiro alvo, transferiu a maior parte de suas forças para lá.
Em 22 de agosto, os britânicos desembarcaram no extremo oeste de Long Island, em The Narrows, mais de uma dezena de quilômetros ao sul da passagem de East River em Manhattan. Após cinco dias de espera, os britânicos atacaram as defesas estadunidenses em Guana Heights. Desconhecido para os estadunidenses, no entanto, Howe trouxe seu exército principal em torno de sua retaguarda e atacou seu flanco logo depois. Os norte-americanos entraram em pânico, apesar de um suporte de 400 soldados em Maryland ter impedido que a maioria do exército fosse capturado. O resto do exército fugiu para as defesas principais em Brooklyn Heights. Os britânicos ficaram então entrincheirados para um cerco, mas, na noite do dia 29 para o dia 30 de agosto, Washington evacuou todo o exército de Manhattan sem que houvesse qualquer perda material ou de vidas. Washington e o Exército Continental foram expulsos de Nova York totalmente após mais diversas derrotas e forçados a recuar para Nova Jersey e Pensilvânia.